# Felipe Braga-Ribas
Felipe Braga-Ribas est un astronome brésilien. Il est connu entre autres pour être le premier auteur de l'étude ayant annoncé la découverte des anneaux de (10199) Chariclo,,.
Son nom a été donné à l'astéroïde (10999) Braga-Ribas.